# Oelsnitz/Erzgeb.
Oelsnitz/Erzgeb. település Németországban, azon belül Szászország tartományban. Lakosainak száma 10 883 fő (2023. december 31.).

## Népesség
A település népességének változása:
| Lakosok száma | 11 339 | 11 014 | 10 957 | 10 902 | 10 837 | 10 883 |
|               | 2014   | 2017   | 2019   | 2021   | 2022   | 2023   |